# 河南戰狼隊
河南戰狼隊為中國棒球聯賽的球隊之一，成立於1975年，前身為河南省棒球隊，後定名河南吉象隊，再於2023年更改為現名。河南戰狼隊主場為河南省鄭州市球類運動管理中心棒球場，創隊以來以培育球員為其專長，先後有許多隊中的球員入選了國家隊。中華職棒的劉志昇及前誠泰Cobras的賈西亞等人也加入過球隊教導球員。 

## 歷年戰績
- 2009年：1勝8敗，例行賽第七名（鄭州賽區第四名　東南賽區第四名 ）

## 外部連結
- 河南戰狼隊在台灣棒球維基館上的頁面（繁體中文）